# 西福寺 (さいたま市岩槻区)
西福寺（さいふくじ）は、埼玉県さいたま市岩槻区にある真言宗智山派の寺院。

## 歴史
創建年代は不明であるが、了俊（1656年寂）によって開山された。了俊の寂年から江戸時代初期に創建されたものと推測される。
桶川市の明星院の末寺であり、隣の南平野稲荷神社の別当寺であった。
当寺は、かつて講が盛んであり、これらの講により庚申塔や不動明王像などが奉納されている。

## 交通アクセス
- 東岩槻駅より徒歩10分。